# Apple Lossless
Apple Lossless (також відомий як Apple Lossless Encoder, ALE, або Apple Lossless Audio Codec, ALAC) — відкритий аудіокодек для стиснення цифрової музики без втрат якості, розроблений Apple Inc., цей формат повсюдно використовується в продуктах Apple.
В Apple Lossless дані зберігаються в контейнері MP4 з розширенням .m4a.  Хоча Apple Lossless має таке ж розширення файлу, як AAC, це не AAC: цей кодек схожий з іншими lossless-кодеками, такими, як FLAC тощо. Плеєри iPod з док-роз'ємами (не iPod shuffle) і свіжої прошивкою можуть відтворювати звук формату Apple Lossless.  У кодеку не використовуються будь-які специфічні засоби цифрового керування правами (DRM), але використання DRM можливо, оскільки передбачено форматом контейнера. 
Тести показали, що стиснуті ALAC файли виходять розміром приблизно від 40% до 60% розміру оригіналів залежно від виду музики, подібно до інших lossless-форматів, при дуже високій швидкості декодування, але досить повільному кодуванні. Швидкість, з якою він може бути видобутий, робить його корисним для пристроїв з низькою продуктивністю, таких, як iPod і подібних. 

## Історія
Apple Lossless Encoder був представлений як один з компонентів QuickTime 6.5.1 28 квітня 2004 і як функція iTunes 4.5. Кодек використовується також в AirPort Express у застосунку AirTunes. 27 жовтня 2011 Apple відкрила сирцеві коди Apple Lossless Audio Codec (ALAC) на Mac OS Forge під ліцензією Apache 2.0, що передбачає передачу прав на використання всіх пов'язаних з кодеком патентів.
Відкритий компанією Apple пакет включає повний код декодувальника і кодувальника для кодека ALAC, а також утиліту alacconvert, яка надає функції запису і читання звукових потоків у форматах CAF (Core Audio Format) і WAVE.  Утиліта одночасно виступає як приклад щодо інтеграції підтримки ALAC в сторонні програми.  У комплект також включено керівництво з даними для Вашого кодека з різними медіа-контейнерами, такими як MP4 і M4A.

## Огляд
Представлена реалізація ALAC підтримує довільний вибір частоти дискретизації в діапазоні від 1 до 384000 Гц (у теорії до 4,294,967,295 Гц) і використання від одного до восьми звукових каналів (MPEG 7.1 B).  За замовчуванням дані кодуються пакетами по 4096 вибірок.  Розмір пакета при бажанні може бути змінений, але тоді може бути порушена сумісність з усіма апаратними пристроями Apple.  З інших особливостей ALAC можна згадати наявність засобів апаратної акселерації декодування в iPod і AirPort Express, підтримка потокової передачі, можливість прив'язки тегів (QT tags) і підтримка багатоканального звуку. 
При виконанні тестового стиснення ALAC забезпечив стиснення з коефіцієнтом 54.96% (результат 414.45 Мб), при цьому на кодування було витрачено 19 хвилин 53 секунди, а на декодування 10 хвилин 1 секунда.  У цих же тестах FLAC забезпечив в трьох різних режимах стиснення з коефіцієнтом 53.67%, 54.57%, 56.97% (406.25 Мб, 412.42 Мб, 431.72 Мб), при цьому на кодування було витрачено 10:07, 7:23 і 6:24, що в 2-3 рази швидше ALAC.  FLAC виконав декодування за 5:23, 5:31, 5:26.8, що також значно швидше ALAC.  Попри те, що за своїми характеристиками ALAC трохи відстає від FLAC, перевагою ALAC є повна сумісність з сервісами Apple, такими як iTunes і AirTunes, які не підтримують FLAC.
Слід зазначити, що в рамках проекту FFmpeg незалежними ентузіастами раніше вже був створений відкритий декодер та кодер для формату ALAC, який досить давно входить до складу бібліотеки libavcodec. Це означає, що будь-який мультимедійний програвач на основі цієї бібліотеки, включаючи VLC media player і MPlayer, може програвати файли Apple Lossless.

## Виноски
1. ↑  Офіційна сторінка Apple Lossless Audio Codec. Архів оригіналу за 18 червня 2016. Процитовано 30 жовтня 2011.
2. ↑  Компания Apple перевела аудиокодек ALAC в разряд открытых проектов. Архів оригіналу за 29 жовтня 2011. Процитовано 30 жовтня 2011.